# Raphael Schäfer
Raphael Schäfer (ur. 30 stycznia 1979 w Kędzierzynie Koźlu jako Rafał Szaefer) piłkarz niemiecki grający na pozycji bramkarza.

## Życiorys

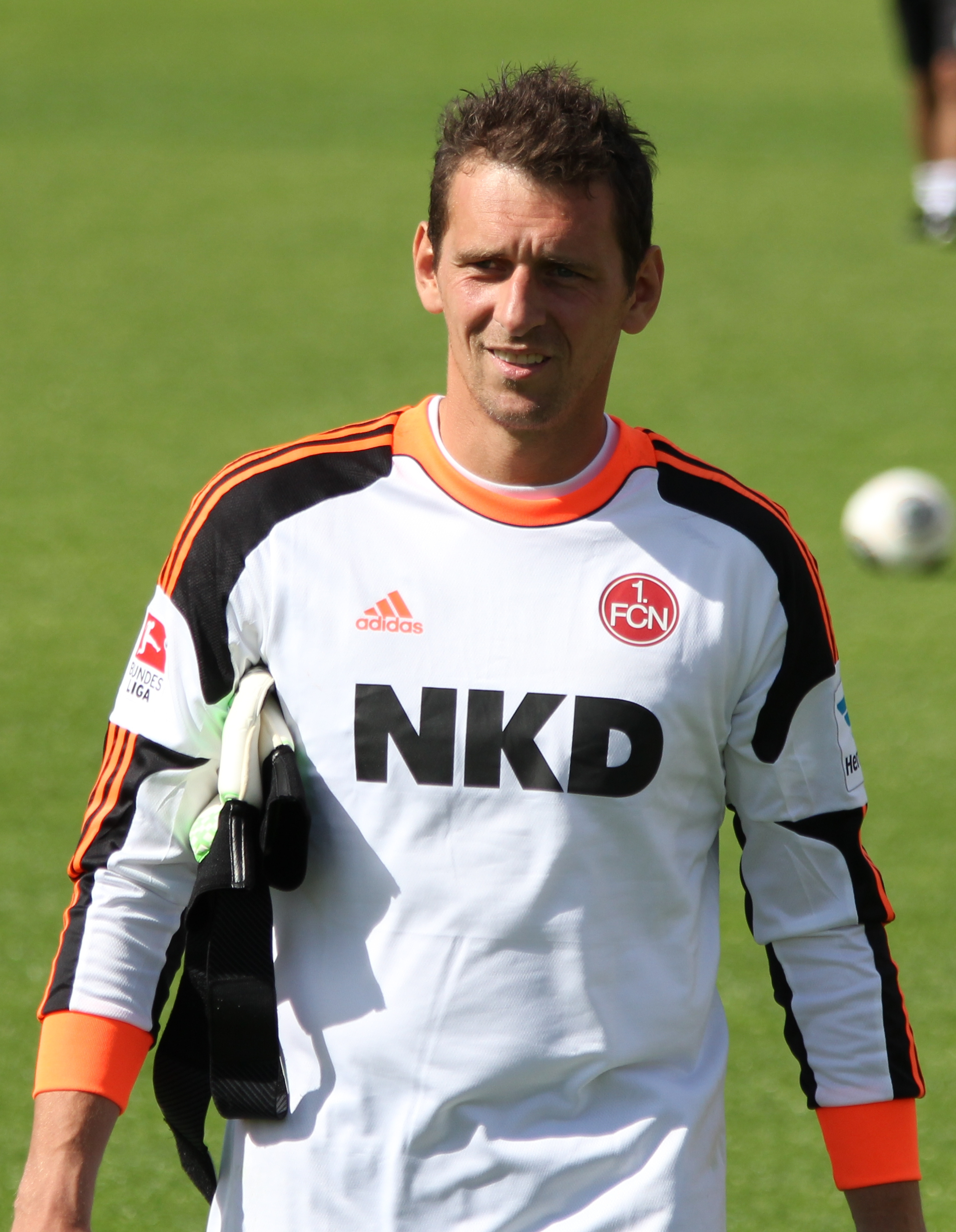
W barwach Norymbergi

Schäfer urodził się w Kędzierzynie Koźlu, jednak jeszcze jako mały chłopiec wyemigrował do ówczesnej Republiki Federalnej Niemiec. Piłkarską karierę rozpoczął w małym klubie SC Drispenstedt z przedmieść miasta Hildesheim. W wieku 12 lat Raphael trafił do młodzieżowej drużyny Hannover 96, terminował nawet w pierwszej drużynie, ale nie przebił się do pierwszej jedenastki. W 1998 roku przeszedł do VfB Lübeck, grającego w Regionallidze Północnej. Tam spędził trzy sezony (tylko w 1999/2000 był pierwszym bramkarzem), ale klub ani razu nie zdołał awansować do drugiej ligi.
W lipcu 2001 Schäfer przeszedł do pierwszoligowego 1. FC Nürnberg, gdzie został rezerwowym dla innego Niemca pochodzącego z Kędzierzyna-Koźla, Dariusa Kampy. W Bundeslidze zadebiutował 16 marca 2002 roku w przegranym 0:1 meczu z Borussią Mönchengladbach. Przez pierwsze dwa sezony w klubie z Norymbergi zagrał tylko w 3 ligowych spotkaniach, ale w 2003 roku po spadku drużyny do drugiej ligi został pierwszym bramkarzem, a Kampa usiadł na ławce rezerwowych. Z Nürnberg tylko przez rok grał na zapleczu ekstraklasy i już w sezonie 2004/2005 znów grał w Bundeslidze, a Kampa odszedł wówczas do Mönchengladbach. W 1. FCN spisywał się udanie i zajął z zespołem 8. miejsce w lidze będąc jednym z jaśniejszych punktów zespołu. W 2006 roku ponownie zakończył sezon na 8. pozycji, a w 2007 – 6.
W lipcu 2007 Schäfer podpisał kontrakt z VfB Stuttgart, jednym z największych rywali Nürnberg. W zespole ma zastąpić Timo Hildebranda, który odszedł do Valencii. Latem 2008 powrócił do 1. FC Nürnberg, który spadł do 2. Bundesliga.
| Sezon   | Klub           | Kraj   | Rozgrywki               | Mecze | Bramki |
| ------- | -------------- | ------ | ----------------------- | ----- | ------ |
| 2000/01 | VfB Lübeck     | Niemcy | Regionalliga            | 35    | 0      |
| 2001/02 | 1. FC Nürnberg | Niemcy | Bundesliga              | 2     | 0      |
| 2002/03 | 1. FC Nürnberg | Niemcy | Bundesliga              | 1     | 0      |
| 2003/04 | 1. FC Nürnberg | Niemcy | 2. Bundesliga           | 33    | 0      |
| 2004/05 | 1. FC Nürnberg | Niemcy | Bundesliga              | 26    | 0      |
| 2005/06 | 1. FC Nürnberg | Niemcy | Bundesliga              | 34    | 0      |
| 2006/07 | 1. FC Nürnberg | Niemcy | Bundesliga              | 34    | 0      |
| 2007/08 | VfB Stuttgart  | Niemcy | Bundesliga              | 23    | 0      |
| 2008/09 | 1. FC Nürnberg | Niemcy | 2. Bundesliga           | 34    | 0      |
| 2009/10 | 1. FC Nürnberg | Niemcy | Bundesliga              | 30    | 0      |
| 2010/11 | 1. FC Nürnberg | Niemcy | Bundesliga              | 34    | 0      |
| 2011/12 | 1. FC Nürnberg | Niemcy | Bundesliga              | 25    | 0      |
| 2012/13 | 1. FC Nürnberg | Niemcy | Bundesliga              | 31    | 0      |
| 2013/14 | 1. FC Nürnberg | Niemcy | Bundesliga              | 33    | 0      |
|         |                |        | Łącznie w Bundeslidze   | 273   | 0      |
|         |                |        | Łącznie w 2.Bundeslidze | 67    | 0      |